# Birgitte Sættem
Birgitte Sættem, född den 9 juli 1978 i Molde, Norge, är en norsk handbollsspelare.
Hon tog OS-brons i damernas turnering i samband med de olympiska handbollstävlingarna 2000 i Sydney.